# Me and Bessie
Me and Bessie est une revue musicale sur la vie et la carrière de la chanteuse de blues Bessie Smith, présentée en 1974. Le spectacle essentiellement composé pour une seule femme, conçu et écrit par Will Holt (en) et Linda Hopkins et interprété par Hopkins, comprend des chansons de Lil Green, Clarence Williams, Henry Creamer, Andy Razaf et Jimmy Cox (en), entre autres.

## Histoire
Il a été initialement présenté au Théâtre Ford de Washington du 1er au 17 novembre 1974 puis produit par le Center Theatre Group (en) et mis en scène par Robert Greenwald au Mark Taper Forum (en) du 4 avril au 3 mai 1975 . 
La production de Broadway a été dirigée par Greenwald, avec des séquences de danse spéciales chorégraphiées par Lester Wilson pour deux personnages, identifiés uniquement comme Homme et Femme (Lester Wilson (en) et Gerri Dean). Howlett Smith et Lenny Hambro (en) étaient co-directeurs musicaux.  Donald Harris était responsable de la conception scénique. 
Après deux avant-premières, il a ouvert ses portes au Théâtre Ambassador le 22 octobre 1975. Il a été transféré au Théâtre Edison le 3 décembre 1975 et y est resté jusqu'au 5 décembre 1976, pour un total de 453 représentations. Entre le 24 septembre et sa fermeture, il s'est déroulé en répertoire avec Oh! Calcutta!.

## Accueil
In and Around Town, un guide critique hebdomadaire du divertissement à New York, comprenait une revue pour Me and Bessie qui disait: « La ferveur brute du chant de blues de Linda Hopkins est tout ce qui compte ici, et c'est suffisant. Malheureusement, la série est également accablée par un script stupide de Will Holt, qui consiste principalement à ce que Miss Hopkins désavoue le fait qu'elle est Bessie Smith avec toute la ferveur d'une politique de désaveu de Kennedy ». Cependant, en 2011, le magazine Backstage se souvenait de la performance de Hopkin sous le nom de Smith: « Cela fait 36 ans que je ne l'ai pas vue au Mark Taper Forum de Los Angeles, mais elle est restée avec moi en tant que Bessie Smith définitive, et bien sûr l'album du casting joue encore plus puissamment que l'original de Smith ».  
Linda Hopkins a été nommée pour le Drama Desk Award for Unique Theatrical Experience (en) mais a perdu face à The Norman Conquests (en). La production détenait le record du plus long show d'une femme de l'histoire de Broadway jusqu'à ce que Golda's Balcony (en), avec Tovah Feldshuh, le surpasse de quarante représentations.

## Liste des chansons
| Acte 1 - I Feel Good - God Shall Wipe All Tears Away - Moan You Mourners - New Orleans Hop Scop Blues - Romance in the Dark - Preach Them Blues - A Good Man Is Hard to Find - T'Ain't Nobody's Business If I Do (en) - Gimme a Pigfoot (And a Bottle of Beer) - Put It Right Here - You've Been a Good Ole Wagon - Trombone Cholly - Jazzbo Brown - After You've Gone | Acte 2 - There'll Be a Hot Time in the Old Town Tonight - Empty Bed Blues - Kitchen Man - Mama Don't 'Low - Do Your Duty - Fare Thee Well - Nobody Knows You When You're Down and Out - Trouble - The Man's All Right |